# Curtis Woodhouse
Curtis Woodhouse (Beverley, 17 aprile 1980) è un allenatore di calcio ed ex calciatore inglese, di ruolo centrocampista.

## Carriera

### Giocatore

#### Club
Dopo aver giocato nelle giovanili dello York City nel 1997 passa per 17200 sterline allo Sheffield Utd, club della seconda divisione inglese, con cui esordisce tra i professionisti non ancora maggiorenne già nel novembre del 1997; complessivamente in questa sua prima stagione tra i professionisti gioca 9 partite, mentre già dalla stagione 1998-1999, appena diciottenne, gioca stabilmente da titolare, concludendo la First Division 1998-1999 con 33 presenze e 3 reti. Dopo ulteriori 37 presenze e 3 reti nel campionato successivo e 25 presenze nella stagione 2000-2001, nel febbraio del 2001 viene ceduto per 1 milione di sterline al Birmingham City, altro club di seconda divisione, con cui conclude l'annata andando in rete per 2 volte in 17 presenze. Nella stagione 2001-2002 contribuisce invece con 28 presenze alla conquista della promozione in prima divisione, categoria nella quale esordisce nella stagione 2002-2003 all'età di 22 anni, giocandovi 3 partite: in questa stagione perde però il posto da titolare, tanto da venire ceduto in prestito in seconda divisione al Rotherham Utd, dove gioca 11 partite.
Nell'estate del 2003 si accasa poi a titolo definitivo al Peterborough Utd, club di terza divisione, dove trascorre un biennio mettendo a segno 11 reti in 61 presenze in questa categoria; torna in seconda divisione nella stagione 2005-2006 con l'Hull City, salvo poi dopo 18 presenze trasferirsi al Grimsby Town, in quarta divisione, dove conclude l'annata realizzando una rete in 16 partite di campionato: si tratta di fatto delle sue ultime partite nella Football League, dal momento che nel 2006 per un periodo si dedica alla boxe, salvo poi tornare a giocare ma in Football Conference (quinta divisione e più alto livello calcistico inglese al di fuori della Football League) per un quinquennio con le maglie di Rushden & Diamonds (dove rimane per tre stagioni), Mansfield Town ed Harrogate Town. Chiude infine la carriera giocando in Northern Premier League (settima divisione) con Eastwood Town e Sheffield FC, ritirandosi definitivamente nel 2012.

#### Nazionale
Nel 1999 ha giocato 4 partite nella nazionale inglese Under-21, esordendovi il 27 aprile 1999 in una partita pareggiata per 2-2 sul campo dei pari età dell'Ungheria.

### Allenatore
Inizia ad allenare nel 2012 allo Sheffield, in Northern Premier League, mentre è contemporaneamente ancora anche giocatore del club. Negli anni seguenti allena vari club semiprofessionistici, tutti tra la settima e la ottava divisione.

## Palmarès

### Allenatore

#### Competizioni regionali
- East Riding Senior Cup: 1

Bridlington Town: 2016-2017